# Pakrani
Pakrani falu Horvátországban Belovár-Bilogora megyében. Közigazgatásilag Szircshez tartozik.

## Fekvése
Daruvártól légvonalban 6, közúton 7 km-re délkeletre, községközpontjától légvonalban 3, közúton 5 km-re északkeletre, Nyugat-Szlavóniában, a Ravna gora nyugati lejtőin, a Pakra-patak völgye feletti magaslaton fekszik.

## Története
A térség a 17. század végén szabadult fel a török uralom alól. A kihalt területre a parlagon heverő földek megművelése és a határvédelem céljából a 18. század első felében Bosznia területéről telepítettek szerb anyanyelvű lakosságot. A 18. század közepén a daruvári és szircsi uradalmat daruvári Jankovich Antal Pozsega vármegye alispánja vásárolta meg. Az első katonai felmérés térképén „Dorf Pakrani” néven találjuk.
Lipszky János 1808-ban Budán kiadott repertóriumában „Pakrany” néven szerepel. Nagy Lajos 1829-ben kiadott művében „Pakrani” néven 39 házzal, 5 katolikus és 322 ortodox vallású lakossal találjuk. A Magyar Királyságon belül Horvát–Szlavónország részeként, Pozsega vármegye Daruvári járásának része volt.
1857-ben 323, 1910-ben 560 lakosa volt. A 19. század második felétől a 20. század elejéig az olcsó földterületek miatt és a jobb megélhetés reményében cseh lakosság telepedett le itt. 1910-ben a népszámlálás adatai szerint lakosságának 69%-a szerb, 28%-a cseh anyanyelvű volt. Az első világháború után 1918-ban az új szerb-horvát-szlovén állam, majd később (1929-ben) Jugoszlávia része lett. 1941 és 1945 között a németbarát Független Horvát Államhoz, a háború után a település a szocialista Jugoszláviához tartozott. 1991-től a független Horvátország része. 1991-ben lakosságának 92%-a szerb, 4%-a cseh nemzetiségű volt. A délszláv háború idején kezdetben szerb ellenőrzés alatt állt. A horvát erők az Orkan-91 hadművelet második fázisában 1991. december 13. és 15. között foglalták vissza. A szerb lakosság nagy része elmenekült. 2011-ben 116 lakosa volt.

## Lakossága
| Lakosság változása | Lakosság változása | Lakosság változása | Lakosság változása | Lakosság változása | Lakosság változása | Lakosság változása | Lakosság változása | Lakosság változása | Lakosság változása | Lakosság változása | Lakosság változása | Lakosság változása | Lakosság változása | Lakosság változása | Lakosság változása |
| ------------------ | ------------------ | ------------------ | ------------------ | ------------------ | ------------------ | ------------------ | ------------------ | ------------------ | ------------------ | ------------------ | ------------------ | ------------------ | ------------------ | ------------------ | ------------------ |
| 1857               | 1869               | 1880               | 1890               | 1900               | 1910               | 1921               | 1931               | 1948               | 1953               | 1961               | 1971               | 1981               | 1991               | 2001               | 2011               |
| 323                | 333                | 333                | 408                | 515                | 560                | 529                | 660                | 481                | 506                | 474                | 382                | 319                | 296                | 109                | 116                |